# Listă de conducători de stat din 1372
1368 - 1369 - 1370 - 1371 - 1372 - 1373 - 1374 - 1375 - 1376
Aceasta este o listă a conducătorilor de stat din anul 1372:

## Europa
- Ahaia: Filip al II-lea de Tarent (principe din dinastia de Anjou, 1370-1373; totodată, împărat titular de Constantinopol, 1364-1373)
- Albania (Durres): Carol Thopia (principe din familia Thopia, 1363-1388)
- Albania (Epir): Petru Loșa Mazarachi (despot, 1359-1374)
- Albania (Shkoder): Strazimir (principe din familia Balșa, 1362-1372) și Gheorghe I (principe din familia Balșa, 1372-1378)
- Anglia: Eduard al III-lea (rege din dinastia Plantagenet, 1327-1377)
- Anjou: Ludovic I (duce, 1360-1384; ulterior, rege titular al Neapolelui, 1382-1384; ulterior, împărat titular de Constantinopol, 1383-1384)
- Aragon: Petru al IV-lea Ceremoniosul (rege din dinastia de Barcelona, 1336-1387)
- Austria: Albert al III-lea (duce din dinastia de Habsburg, 1365-1379; ulterior, duce în Austria Superioară și Austria Inferioară, 1379-1395) și Leopold al III-lea (duce din dinastia de Habsburg, 1365-1379; ulterior, duce în Austria Interioară, Austria Anterioară și Tirol, 1379-1386)
- Bavaria-Landshut: Ștefan al II-lea (duce din dinastia de Wittelsbach, 1349-1375)
- Bavaria-Straubing: Albert I (duce din dinastia de Wittelsbach, 1349-1404)
- Bizanț: Ioan al V-lea (împărat din dinastia Paleologilor, 1341-1376, 1379-1390)
- Bosnia: Tvrtko I (ban din dinastia Kotromanic, 1353-1391; rege, din 1377)
- Brabant: Ioana (ducesă, 1355-1404) și Wenzel (duce, 1355-1383; totodată, duce de Luxemburg, 1353-1383)
- Brandenburg: Otto cel Trândav (margraf din dinastia de Wittelsbach, 1351-1373; elector, din 1366)
- Bretagne: Ioan al IV-lea de Montfort (duce, 1365-1399)
- Bulgaria (Târnovo): Ivan Șișman (țar din dinastia Șișmanizilor, 1371-1393)
- Bulgaria (Vidin): Ivan Srațimir (țar din dinastia Șișmanizilor, 1371-1396)
- Burgundia: Filip al II-lea cel Îndrăzneț (duce din casa de Valois, 1363-1404) și Margareta de Male (ducesă, 1369-1404; ulterior, contesă de Flandra, 1384-1405; ulterior, ducesă de Brabant, 1404-1405)
- Castilia: Henric al II-lea (rege din dinastia de Trastamara, 1366-1367, 1369-1379)
- Cehia: Carol I (rege din dinastia de Luxemburg, 1346-1378; totodată, rege al Germaniei, 1346-1378; totodată, conte de Luxemburg, 1346-1353; ulterior, împărat occidental 1355-1378; ulterior, margraf de Brandenburg, 1373-1378)
- Cipru: Petru al II-lea (rege din dinastia de Antiohia-Lusignan, 1369-1382)
- Constantinopol: Filip al II-lea de Anjou-Tarent (împărat titular, 1364-1373; ulterior, principe de Ahaia, 1370-1373)
- Danemarca: Valdemar al IV-lea Atterdag (rege din dinastia Valdemar, 1340-1375)
- Ferrara: Niccolo al II-lea cel Șchiop (senior din casa d'Este, 1361-1388)
- Flandra: Ludovic al II-lea de Male (conte, 1346-1384)
- Franța: Carol al V-lea cel Înțelept (rege din dinastia de Valois, 1364-1380)
- Genova: Domenico Campofragoso (doge, 1370-1378)
- Germania: Carol al IV-lea (rege din dinastia de Luxemburg, 1346-1378; totodată, rege al Cehiei, 1346-1378; totodată, conte de Luxemburg, 1346-1353; ulterior, împărat occidental, 1355-1378; ulterior, margraf de Brandenburg, 1373-1378)
- Gruzia: Bagrat al V-lea cel Mare (rege din dinastia Bagratizilor, 1360-1393)
- Hainaut: Guillaume al III-lea (conte din casa de Bavaria, 1356-1389; totodată, conte de Olanda, 1356-1389)
- Hoarda de Aur: Ghias ad-Din Muhammad (Muhammad Bulak) (han, 1369-1375)
- Imperiul occidental: Carol al IV-lea (împărat din dinastia de Luxemburg, 1355-1378; anterior, conte de Luxemburg, 1346-1353; anterior, rege al Cehiei, 1346-1378; anterior, rege al Germaniei, 1346-1378; ulterior, margraf de Brandenburg, 1373-1378)
- Imperiul otoman: Murad I Augustul (sultan din dinastia Osmană, 1360-1389)
- Lituania: Algirdas (mare duce, 1345-1377)
- Lorena Superioară: Ioan I (duce din casa de Lorena-Alsacia, 1346-1399)
- Luxemburg: Wenzel I (conte, 1353-1383; duce, din 1354; ulterior, duce de Brabant, 1355-1383)
- Macedonia (Kumanovo): Jovan Dragaș Dejanovic (despot, cca. 1365-cca. 1373)
- Macedonia (Prilep): Marko Kraljevic (jupan, 1371-1395)
- Mantova: Luigi al II-lea (căpitan general din casa Gonzaga, 1369-1382)
- Marinizii: Abu'l-Faris Abd al-Aziz I ibn Ali (emir din dinastia Marinizilor, 1366-1372) și Abu Zayyan Muhammad al IV-lea as-Said ibn Abd al-Aziz (emir din dinastia Marinizilor, 1372-1374)
- Milano: Galeazzo al II-lea (senior din familia Visconti, 1354-1378) și Bernabo (senior din familia Visconti, 1354-1385)
- Moldova: Lațcu (voievod, cca. 1365-cca. 1375)
- Montferrat: Giovanni al II-lea (marchiz din dinastia Paleologilor, 1338-1372) și Secondotto (marchiz din dinastia Paleologilor, 1372-1378)
- Moscova: Dmitri al II-lea Ivanovici Donskoi (mare cneaz, 1359-1389; totodată, mare cneaz de Vladimir, 1359-1389)
- Muntenegru: Nikola Altomanovic (jupan, 1366-sfârșitul lui 1373 sau începutul lui 1374)
- Nasrizii: Muhammad al V-lea al-Ghani bi-llah ibn Iusuf (emir din dinastia Nasrizilor, 1354-1359, 1362-1391)
- Navarra: Carol al II-lea cel Rău (rege din dinastia de Evreux, 1349-1387)
- Neapole: Ioana I (regină din dinastia de Anjou, 1343-1381; ulterior, principesă de Ahaia, 1373-1381) și Iacob de Majorca (rege, 1362-1375)
- Norvegia: Haakon al VI-lea Magnusson (rege, 1355-1380)
- Olanda: Willem al V-lea (conte din casa de Bavaria, 1356-1389; totodată, conte de Hainaut, 1356-1389)
- Ordinul teutonic: Winrich von Kniprode (mare maestru, 1352-1382)
- Polonia: Ludovic I (rege din dinastia de Anjou, 1370-1382; totodată, rege al Ungariei, 1342-1382)
- Portugalia: Fernando (rege din dinastia de Burgundia, 1367-1383)
- Reazan: Vladimir Iaroslavici (mare cneaz, 1371-1372) și Oleg al II-lea Ivanovici (mare cneaz, 1350-1371, 1372-1402)
- Savoia: Amedeo al VI-lea Contele Verde (conte, 1343-1383)
- Saxonia: Wenzel (principe elector din dinastia Askaniană, 1370-1388)
- Saxonia: Frederic al III-lea cel Aspru (margraf din dinastia de Wettin, 1349-1381)
- Scoția: Robert al II-lea (rege din dinastia Stuart, 1371-1390)
- Serbia (Kosovo și Metohija): Vuk Brancovic (conducător, cca. 1371-1397)
- Serbia de nord: Lazăr Hrebljanovic (cneaz, 1371-1389)
- Sicilia: Frederic al III-lea cel Simplu (rege din dinastia de Barcelona, 1355-1377)
- Statul papal (Avignon): Grigore al XI-lea (papă, 1370/1371-1378)
- Suedia: Albert de Mecklenburg (rege, 1363-1389)
- Suzdal: Dmitri Konstantinovici cel Bătrân (mare cneaz, 1365-1383)
- Transilvania: Emeric Lackfi (voievod, 1369-1372)
- Tver: Mihail al II-lea Aleksandrovici (mare cneaz, 1368-1399)
- Țara Românească: Vladislav I (Vlaicu) (voievod, 1364-cca. 1377)
- Ungaria: Ludovic I cel Mare (rege din dinastia de Anjou, 1342-1382; ulterior, rege al Poloniei, 1370-1382)
- Veneția: Andrea Contarini (doge, 1368-1382)
- Vladimir: Dmitri al II-lea Ivanovici Donskoi (mare cneaz, 1359-1389; totodată, mare cneaz de Moscova, 1359-1389)

## Africa
- Benin: Egbeka (obba, cca. 1370-?)
- Buganda: Kimera (kabaka, 1344-1374)
- Califatul abbasid (Egipt): Abu Abdallah Muhammad al-Mutauakkil  ibn al-Mutadid (calif din dinastia Abbasizilor, 1362-1377, 1377-1383, 1389-1406)
- Ethiopia: Newaya Krestos (Sayfa Ar'ed) (împărat, 1344-1372) și Newaya Mariam (împărat, 1372-1382)
- Hafsizii: Abu'l-Abbas Ahmad al II-lea al-Mustansir ibn Abu Bakr (II) (calif din dinastia Hafsizilor, 1370-1394)
- Kanem-Bornu: Abu Bakr Liyatu (sultan, cca. 1371-cca. 1372), Idris al II-lea și Dunama (sultani, cca. 1372-cca. 1380)
- Mali: Mari Dyata al II-lea (rege din dinastia Keyta, cca. 1360-1374)
- Mamelucii: al-Așraf Nasir ad-Din Șaban al II-lea (sultan din dinastia Bahrizilor, 1363-1377)
- Marinizii: Abu'l-Faris Abd al-Aziz I ibn Ali (emir din dinastia Marinizilor, 1366-1372) și Abu Zayyan Muhammad al IV-lea as-Said ibn Abd al-Aziz (emir din dinastia Marinizilor, 1372-1374)
- Songhay: Bar-Kaina Ankabi (?-?) (?) și Musa (?-?) (?)

## Asia

### Orientul Apropiat
- Armenia Mică: Constantin al IV-lea (sau al III-lea) (uzurpator, 1365-1373)
- Ayyubizii din Hisn Kaifa și Amid: al-Malik al-Adil Șihab ad-Din Ghazi ibn Muhammad (sultan din dinastia Ayyubizilor, ?-?) (?) și al-Malik as-Salih Abu Bakr ibn Ghazi (sultan din dinastia Ayyubizilor, ?-1378) (?)
- Bizanț: Ioan al V-lea (împărat din dinastia Paleologilor, 1341-1376, 1379-1390)
- Bizanț, Imperiul de Trapezunt: Ioan Alexios al III-lea (împărat din dinastia Marilor Comneni, 1349-1390)
- Cipru: Petru al II-lea (rege din dinastia de Antiohia-Lusignan, 1369-1382)
- Djalairizii: Uvais I ibn Hassan (sultan din dinastia Djalairizilor, 1356-1374)
- Imperiul otoman: Murad I Augustul (sultan din dinastia Osmană, 1360-1389)
- Mamelucii: al-Așraf Nasir ad-Din Șaban al II-lea (sultan din dinastia Bahrizilor, 1363-1377)
- Timurizii: Timur cel Șchiop (emir din dinastia Timurizilor, 1370-1405)

### Orientul Îndepărtat
- Bengal: Sikandar Șah I ibn Ilias (sultan din casa lui Ilias Șah, 1358/1359-1389/1390)
- Birmania, statul Ava: Minkyiswasawke (rege, 1368-1401)
- Birmania, statul Mon: Binnya U (rege, 1353-1385)
- Cambodgea, Imperiul Kambujadesa (Angkor): Preah Barom Reamea (împărat din dinastia Neay-Trasac-Paem, 1366-1373)
- Cambodgea, statul Tjampa: Che Bong Nga (rege din cea de a douăsprezecea dinastie, 1360-1390)
- China: Zhu Yuanzhang (Taizu, Hongwu) (împărat din dinastia Ming, 1368-1398)
- Coreea, statul Koryo: Kongmin wang (Wang Chon) (1352-1374)
- Hoarda de Aur: Ghias ad-Din Muhammad (Muhammad Bulak) (han, 1369-1375)
- India, Bahmanizii: Muhammad I ibn Hassan (sultan, 1358-1375)
- India, statul Delhi: Firuz Șah al III-lea ibn Radjab ibn Tughluk (sultan din dinastia Tughlukizilor, 1351-1388)
- India, statul Handeș: Malik Radja Ahmad Faruki (sultan din dinastia Farukizilor, 1370-1399)
- India, statul Vijayanagar: Bukka I (conducător din dinastia Sangama, 1356-1377)
- Japonia: Chokei (împărat din dinastia din sud, 1368-1383) și Yoșimitsu (principe imperial din familia Așikaga, 1367-1395)
- Kashmir: Șihab ad-Din Șirașamak ibn Ali Șir (sultan din casa lui Șah Mir, 1354-1373)
- Laos, statul Lan Xang: Phaya Ngum (rege, 1350/1353-1373)
- Statul Madjapahit: Rajasanagara (sau Hayam Wuruk) (rege, 1350-1389)
- Mongolii: Biliktu Hagan (Ajurchiridhava) (han, 1370-1378)
- Nepal, în Bhadgaon: Ragalladevi (regină din dinastia Malla, 1347-1385)
- Nepal, în Patan: Jayarjunamalla (Jayarjunadeva) (rege din dinastia Malla, 1360-1382)
- Nepal, în Purang: Punyamalla (rege din dinastia Malla, cca. 1338/1376)
- Sri Lanka: Vikkamabahu al III-lea (rege din dinastia Silakala, 1360-1375)
- Sri Lanka, statul Jaffna: Virothya Pararajasekaran al IV-lea (rege, 1371-1380)
- Thailanda, statul Ayutthaya: Boromaraja I (rege, 1370-1388)
- Thailanda, statul Sukhotai: Thammaraja al II-lea (rege, 1369-1400)
- Timurizii: Timur cel Șchiop (emir din dinastia Timurizilor, 1370-1405)
- Vietnam, statul Dai Viet: Tran Naghe-tong (rege din dinastia Tran timpurie, 1370-1373)

## America
- Aztecii: Ilancueitl (conducător, 1349-1383)